# Grigore Gafencu
Grigore Gafencu (n. 30 ianuarie 1892, Bârlad, Tutova, România – d. 30 ianuarie 1957, Paris, Franța) a fost un om politic, diplomat și ziarist român.

## Viața
A fost decorat cu Ordinul „Mihai Viteazul”, clasa III, pentru modul cum a luptat în cadrul Corpului Aerian în timpul Bătăliei de la Mărășești.
„Pentru vitejia și avântul cu care a executat diferite zboruri de recunoaștere la Nămoloasa și Mărășești, unde de la 3-4 august s-a distins prin îndrăzneala cu care a făcut legături de infanterie când angajând o luptă cu un avion inamic a reușit să-l doboare.”
Înalt Decret no. 830 din 9 aprilie 1918:p. 129
După studii superioare, își ia doctoratul în drept la Universitatea din București. În timpul Primului Război Mondial, pentru participarea pe front ca locotenent, a primit Ordinul „Mihai Viteazul”. După război devine ziarist și înființează ziarul Timpul familiei, care, tradus în limba franceză, a fost distribuit în mai multe țări. 
În Elveția, Grigore Gafencu colaborează la Journal de Genève și la alte ziare din Europa. În anul 1944 îi apare cartea Preliminariile războiului din Răsărit.
După război se mută la Paris unde, în anul 1946, publică volumul Ultimele zile ale Europei. Considerată o carte clasică, a fost tradusă în mai multe limbi. Ea se referă la descrierea călătoriilor întreprinse în anii 1939 și 1940 în mai multe capitale „în căutarea Europei”. În prefața cărții autorul avansează ideea că „lumea a făcut un război ca să omoare zonele de influență: noi trebuie să facem o pace ca să le omorîm a doua oară”.
În anul 1947 merge în Statele Unite ale Americii, invitat de Yale University Press pentru o serie de conferințe și ține apoi cursuri la New York University. Inițiază formarea de grupuri care să propage „Mișcarea Europeană”, adică o federalizare a statelor europene, în care să fie inclusă și România. Participă la înființarea "Comitetului Europa Liberă"  și organizează în apartamentul său din Park Avenue (New York) întrunirile numite Tuesday Panels. În fiecare marți seara, aduna aici fruntași politici exilați din țările de sub captivitate comunistă, care, împreună cu oameni politici americani, discutau problemele la ordinea zilei. În aceste întruniri Gafencu domina dezbaterile prin informațiile sale, prin intervenții și sugestii.
Grigore Gafencu a fost membru în Comitetul Național Român încă de la formarea lui, în 1949, în fruntea grupului personalităților din afara partidelor politice, și l-a părăsit la începutul anului 1952, cu ocazia primei crize a Comitetului.
A fost unul din fondatorii Ligii Românilor Liberi.
S-a stins din viață chiar de aniversarea sa, la 30 ianuarie 1957, în locuința sa din Paris.

## Cariera politică
La vârsta de 32 de ani este ales deputat în Camera Deputaților și funcționează ca adjunct al ministrului de externe, în guvernul Maniu din 1928. În 1938 devine ministru al afacerilor străine. Timp de doi ani a încercat să asigure neutralitatea României, prinsă între Germania și Uniunea Sovietică. Datorită străduințelor sale, la 13 aprilie 1939, România primește garanțiile Angliei și Franței, care însă nu au fost respectate. La 18 martie 1940, Grigore Gafencu, în funcția de ministru de externe, reafirma politica de strictă neutralitate a României: „Ne-am străduit să afirmăm neutralitatea și deplina noastră independență... Nu înțelegem azi să slujim... scopurile de război ale nimănui.” După anexarea Basarabiei, nordului Bucovinei și a Ținutului Herței de către Uniunea Sovietică în 1940, Gafencu este trimis ca ambasador la Moscova unde rămâne în post până la începutul războiului împotriva Uniunii Sovietice, la 21 iunie 1941. În timpul războiului, Grigore Gafencu pleacă din România și se stabilește la Geneva în Elveția.
În calitate de diplomat, Grigore Gafencu a analizat legătura dintre libertatea navigației pe Dunăre și apariția statului român modern, considerând că existența statului român independent (din 1877) era asociată ordinii europene fundamentată pe libertatea Dunării, așa cum fusese stabilită la Congresul de la Paris din 1856. Conform lui Grigore Gafencu „Dunărea, fluviu european, trebuia să aparțină în întregime Europei [...] Principatele dunărene trebuiau să se bucure, la fel ca și Dunărea, de garanția Europei. Aceste condiții justificau și asigurau constituirea României, unită și liberă. Noul stat care urma să se nască avea drept fundament un act ce stabilea un echilibru general. Destinul său era legat de acest echilibru, după cum acest echilibru depindea de existența lui”.

## Lucrări publicate
- Preliminariile războiului din Răsărit, 1944
- Ultimele zile ale Europei, 1946

## Decorații
- Ordinul „Mihai Viteazul”, clasa III, 9 aprilie 1918[7]:p. 129